# Kaufhaus des Westens
«Kaufhaus des Westens» (нем. Kaufhaus des Westens — «Торговый дом Запада»), в сокращении Ка-Де-Ве (KaDeWe) — универсальный магазин в берлинском районе Шёнеберг на улице Тауэнцинштрассе у площади Виттенбергплац. Некогда считался крупнейшим в континентальной Европе и входил в пятёрку самых крупных универмагов мира.
43 тыс. квадратных метров торговой площади, семь этажей, свыше четверти миллиона наименований товаров, в отделе деликатесов предлагается около 500 сортов хлеба и почти 1800 наименований сыров. В «KaDeWe» работает приблизительно 2400 человек.

## История
Универмаг был основан в 1905 году коммерсантом Адольфом Яндорфом, здание построено по проекту архитектора Иоганна Эмиля Шаудта. Торговый дом открылся в апреле 1907 года и имел площадь 24 000 кв.м.
В июне 1927 года право собственности перешло к Hermann Tietz OHG, которая отвечала за модернизацию и расширение магазина. Компания хотела добавить два новых этажа, но из-за прихода к власти нацистов в 1930-х годах эти планы застопорились.

### Нацистская эпоха
Hermann Tietz OHG была партнерством, принадлежащим евреям, и из-за антиеврейских законов нацистов компания была ариизирована, то есть передана владельцам-неевреям, и ее название изменено на Hertie.
Во время Второй мировой войны бомбардировки союзников разрушили большую часть магазина, а в 1943 году в него врезался сбитый американский бомбардировщик, что привело к его закрытию.

### Послевоенный период
Открытие первых двух этажей произошло в 1950 году. Полная реконструкция всех семи этажей была завершена к 1956 году. «КаДеВе» вскоре стал символом экономической мощи Западной Германии во время экономического бума, а также символом процветания Западного Берлина по сравнению с ГДР. С 1976 по 1978 год площадь магазина увеличилась с 24 000 до 44 000 кв.м. 
Сразу после падения Берлинской стены в 1989 году KaDeWe зафиксировал рекордное количество людей, прошедших через магазин. К 1996 году, с добавлением еще одного этажа и ресторана, торговая площадь увеличилась до 60 000 кв.м.
В 1994 году корпорация KarstadtQuelle AG приобрела Hertie, а вместе с ней и KaDeWe. Большая часть этажей была отремонтирована в период с 2004 по 2007 год в рамках подготовки к столетнему юбилею магазина.
В январе 2014 года контрольный пакет акций Karstadt Premium GmbH был приобретен компанией Signa Holding GmbH, в 2015 году ее приобрела базирующаяся в Бангкоке компания Central Group.